# Ticket t+
Pour un article plus général, voir Tarification des transports en commun d'Île-de-France.
Le ticket t+ est le plus simple des titres de transport en Île-de-France. Créé par une délibération du conseil d'administration du Syndicat des transports d'Île-de-France (STIF) du 6 juin 2007, il remplace l'ancien ticket t, qui ne permettait pas la correspondance entre les diverses lignes de bus. Le ticket t+ est le nom officiel du ticket de métro parisien.
À compter du 1er janvier 2024, il est vendu au prix de 2,15€ à l'unité, et de 17,35€ le carnet de 10 en format dématérialisé. Le carnet n’est plus commercialisé en format carton et est obligatoirement chargée sur une carte Navigo Easy ou sur un smartphone.
Les prix mentionnés ci-dessus ne sont appliqués qu'aux guichets et aux distributeurs automatiques et peuvent varier chez les « vendeurs agréés ». Ainsi, par exemple, à la voiture-bar des TGV à destination de Paris, il faut payer 2,80 € pour un ticket t+.
Quel que soit le support, le ticket t+ est personnel et non cessible une fois validé et, concernant les supports dématérialisés (Navigo Easy ou smartphone), ils ne le sont pas même non validé car le support ne peut être utilisé pour plusieurs personnes à la fois,.

## Histoire

### De 1900 à 1973
Lors de l'inauguration en 1900, la Compagnie du chemin de fer métropolitain de Paris (CMP) propose à ses voyageurs trois tarifs avec des tickets vendus à l’unité ou en carnet. Chaque tarif bénéficie d’une couleur distincte. Les tickets de couleur rose pour la première classe sont vendus 20 centimes, ceux de couleur crème pour la deuxième classe sont vendus 15 centimes, enfin ceux de couleur verte pour les allers-retours sont vendus 20 centimes. En 1919, le prix du ticket de métro connaît sa toute première augmentation de 5 centimes. Les billets de la compagnie Nord Sud sont de couleur grise avec un système tarifaire identique à ceux de la CMP, jusqu'à son absorption par cette dernière en 1930.

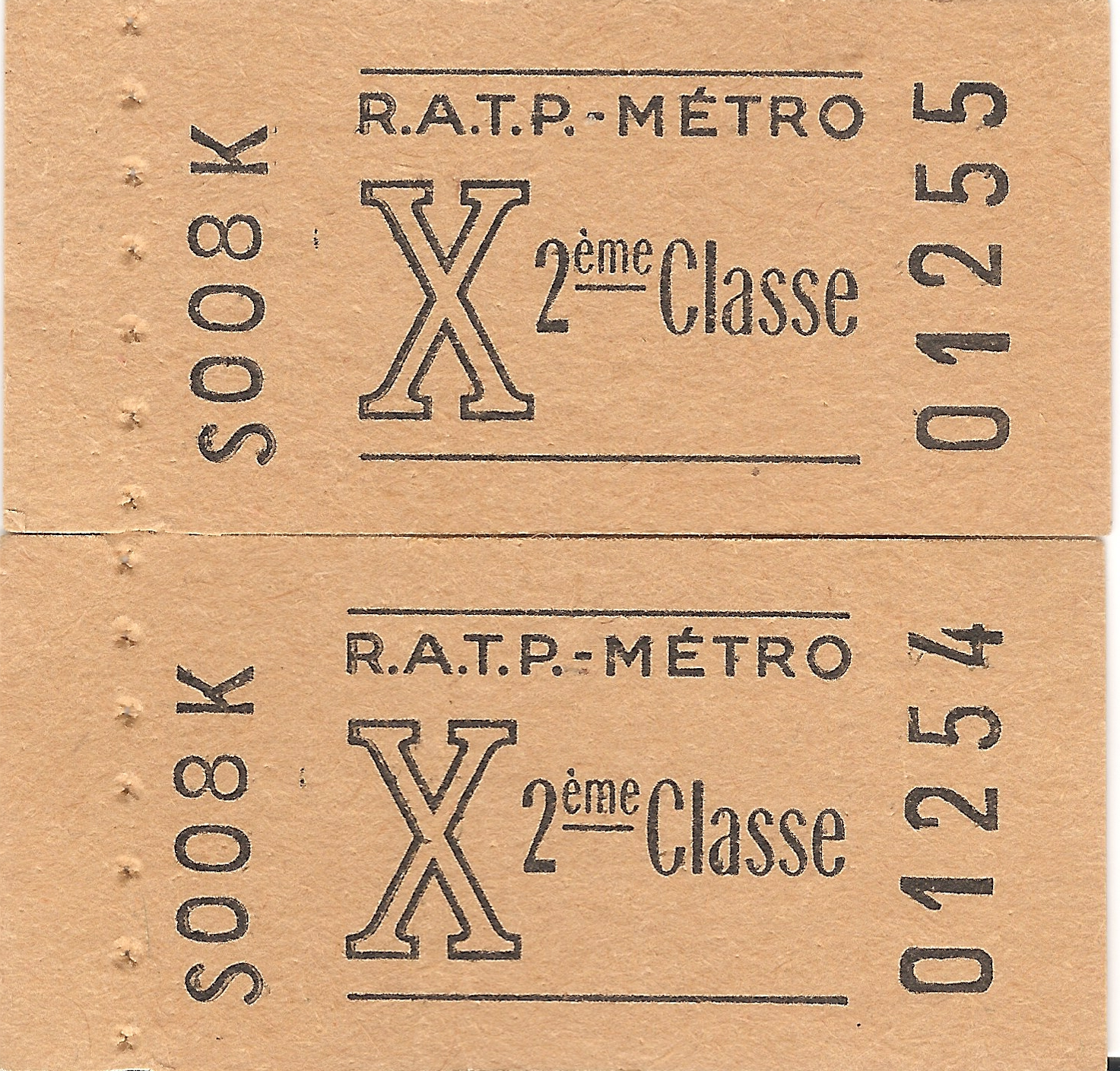
En 1965, le ticket au tarif X.

En 1925, afin d’anticiper les augmentations régulières du ticket, un principe « d’alphabet tarifaire » est instauré : chaque évolution tarifaire est matérialisée par une lettre : A puis B, C, D, etc. Après la Première Guerre mondiale, la CMP crée une tarification spéciale « mutilé de guerre » à l’occasion du passage au tarif D, avec un tarif de 60 centimes alors que le ticket de première classe est alors à 1,15 franc et à 70 centimes pour la seconde classe. Le tarif F en 1937 est le premier à dépasser la barre du franc.
En 1939, la pénurie de papier entraîne le remplacement des carnets de 10 billets par des carnets de 5 billets, chacun étant valable pour deux voyages. En août 1941, les billets allers-retours sont supprimés au profit de la « carte hebdomadaire de travail », valable pour 12 voyages dont le prix est alors fixé à 10 francs. Le régime de Vichy interdit alors aux Juifs d’acheter un ticket de première classe et les contraint à n'utiliser que la voiture de queue. En 1947, le prix du ticket au tarif M en classe unique est de 5 francs.
La tarification réduite pour les familles nombreuses est instaurée en 1948. En 1958, le changement de tarif est accompagné d’un changement de couleur : havane pour la deuxième classe et vert pour la première. Le prix du carnet de tickets en seconde passe à 30 francs et à 45 francs pour celui de première. Entre 1967 et 1970, le principe de l’alphabet tarifaire arrive à la fin de son premier cycle. En 1968, une simplification tarifaire intervient pour l’usager : le ticket de métro devient valable dans le bus. Ce changement tarifaire sera matérialisé par la lettre A.

### De 1973 à 2003

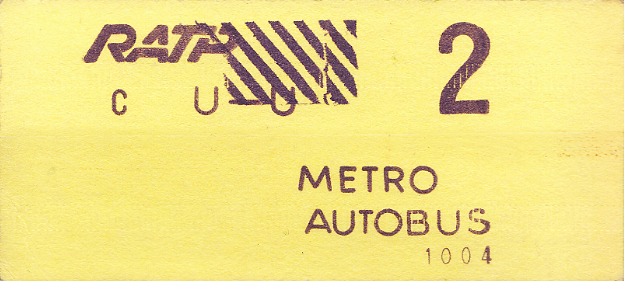
Un ticket jaune type u-u (1973-1992).

C'est en 1973 que le ticket métro de couleur jaune citron et à piste magnétique fait son apparition, avec la mise en place progressive des dispositifs de contrôles automatiques (tourniquets ou portillons d'accès), remplaçant les poinçonneurs. Il pouvait être émis par la SNCF ou la RATP ainsi que par des buralistes dépositaires. L'ancienne et la nouvelle billétique cohabitent jusqu'en 1975.
À partir de 1992, le ticket de métro porte la mention Section Urbaine (à la place de u-u auparavant).
Le ticket émis par la SNCF était de couleur jaune jusqu’à l'apparition du « ticket t » en 2003 lorsque, dans le cadre de la simplification des tarifs, il devient mauve. Celui émis par la RATP était également jaune jusqu'en mars 1992, avant de devenir vert afin d'accompagner le changement d'identité visuelle de la RATP.
Il permettait d'effectuer un trajet en bus, métro ou en RER dans Paris. Sa validité était de deux heures. Les seules correspondances possibles étaient les correspondances ferrées (métro - métro ; métro - RER ; RER - métro ou RER - RER dans Paris). En revanche, il ne permettait pas la correspondance entre deux lignes de bus ni entre un bus et une ligne ferroviaire (tramway, métro ou RER).
Le ticket Section Urbaine était valable également dans les bus RATP en banlieue où les lignes étaient découpées en sections. En fonction de la distance, l'usage de plusieurs tickets pouvait être nécessaire. Sauf sur certaines lignes, le sectionnement a été supprimé sur le réseau RATP le 1er septembre 1999. Ce ticket n'était cependant pas valable dans les autobus du réseau Optile, présents pour l'essentiel dans la grande couronne parisienne. Les entreprises exploitant ces lignes délivraient leurs propres titres de transport.

### 2003-2007: le ticket t

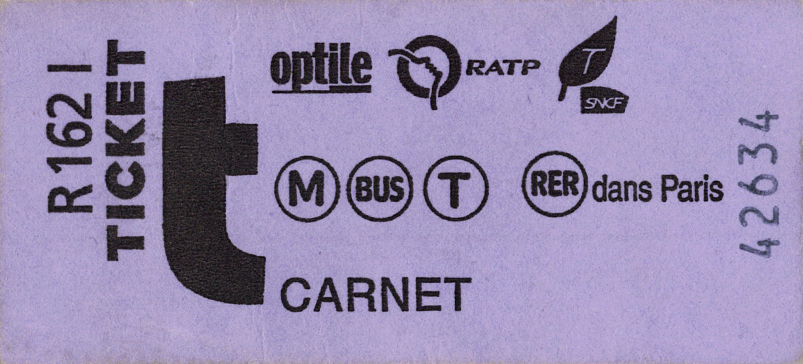
Le ticket t mauve (2003 à 2007).

Le ticket t fit son apparition au 1er janvier 2003. Dans le cadre de la simplification des tarifs, les tickets t, qu'ils soient émis par la SNCF ou la RATP sont mauves, remplaçant le vert des tickets RATP et le jaune des tickets SNCF.
Il est le premier billet émis spécifiquement sous la bannière du Syndicat des transports d'Île-de-France (futur Île-de-France Mobilités), et il succède aux billets émis par chacun des transporteurs franciliens,.
Il permettait d'effectuer un trajet en bus, métro ou en RER (uniquement dans Paris pour ce dernier), avec éventuellement des correspondances entre deux ou plusieurs lignes ferroviaires pendant une durée de deux heures. En revanche, il ne permettait pas la correspondance entre deux lignes de bus ni entre un bus et une ligne ferroviaire (tramway, métro ou RER).
Le ticket t est aussi bien valable dans les autobus du réseau RATP que dans ceux des transporteurs de l'Optile présents pour l'essentiel dans la grande couronne parisienne.

### 2007-2019: le ticket t+

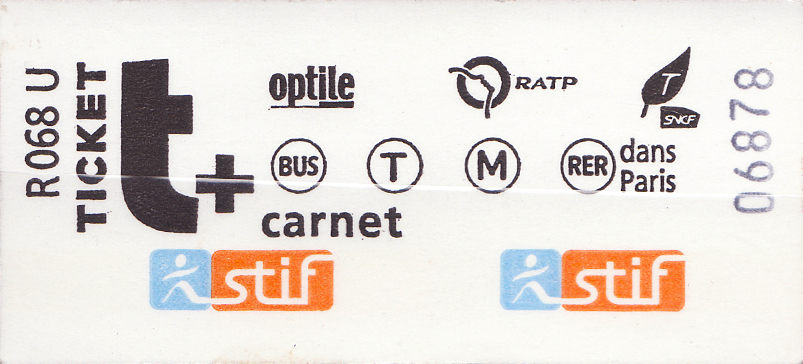
Le ticket t+ blanc avec logos du STIF (de 2007 à 2018).

Le ticket t+ permet d'effectuer un trajet en bus, métro, tramway (y compris sur la ligne de tramway T4 exploitée par la SNCF, mais pas sur les lignes T11, T12 et T13), RER et Transilien (uniquement dans Paris pour ces deux derniers). 
L'apport de ce nouveau ticket par rapport à son prédécesseur réside dans la possibilité d'effectuer une ou plusieurs correspondances (passage d'une ligne à une autre) sur le réseau de surface (bus et/ou tramway) pendant 1 h 30 entre la première et dernière validation. Les trajets aller-retour sur la même ligne de bus ainsi que les interruptions de trajet pour reprendre un autre bus de la même ligne ne sont pas possibles avec le même ticket t+.
Il ne permet pas en revanche d'utiliser une correspondance entre métro et bus, métro et tram, RER et bus, RER et tram ni entre une ligne de métro et le funiculaire de Montmartre. Il n'est pas non plus valide sur les lignes de bus à tarification spéciale, au-delà de plusieurs sections parcourues. Comme pour son prédécesseur, le ticket t+ est valable sur les réseaux d'autobus d'Île-de-France (RATP et transporteurs membres de l'Optile).
En 2014, la RATP écoulait chaque mois (hors mois d'août) 14 millions de tickets à l'unité et 35 millions par carnet de 10. Au mois d'août 2014, ces chiffres étaient respectivement de 10 millions et 25 millions. 

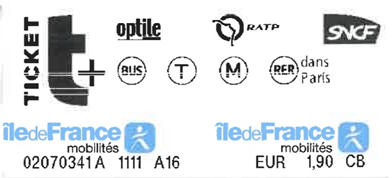
Le ticket t+ blanc avec les logos d'IdFM (depuis 2018).

En 2018, la bande STIF au bas du ticket est remplacée par le logo de l'autorité organisatrice des transports en Île-de-France, Île-de-France Mobilités, ce changement intervenant avant la disparition du ticket de métro prévue pour 2021,.

### 2019 - 2024: vers la fin progressive du ticket en carton

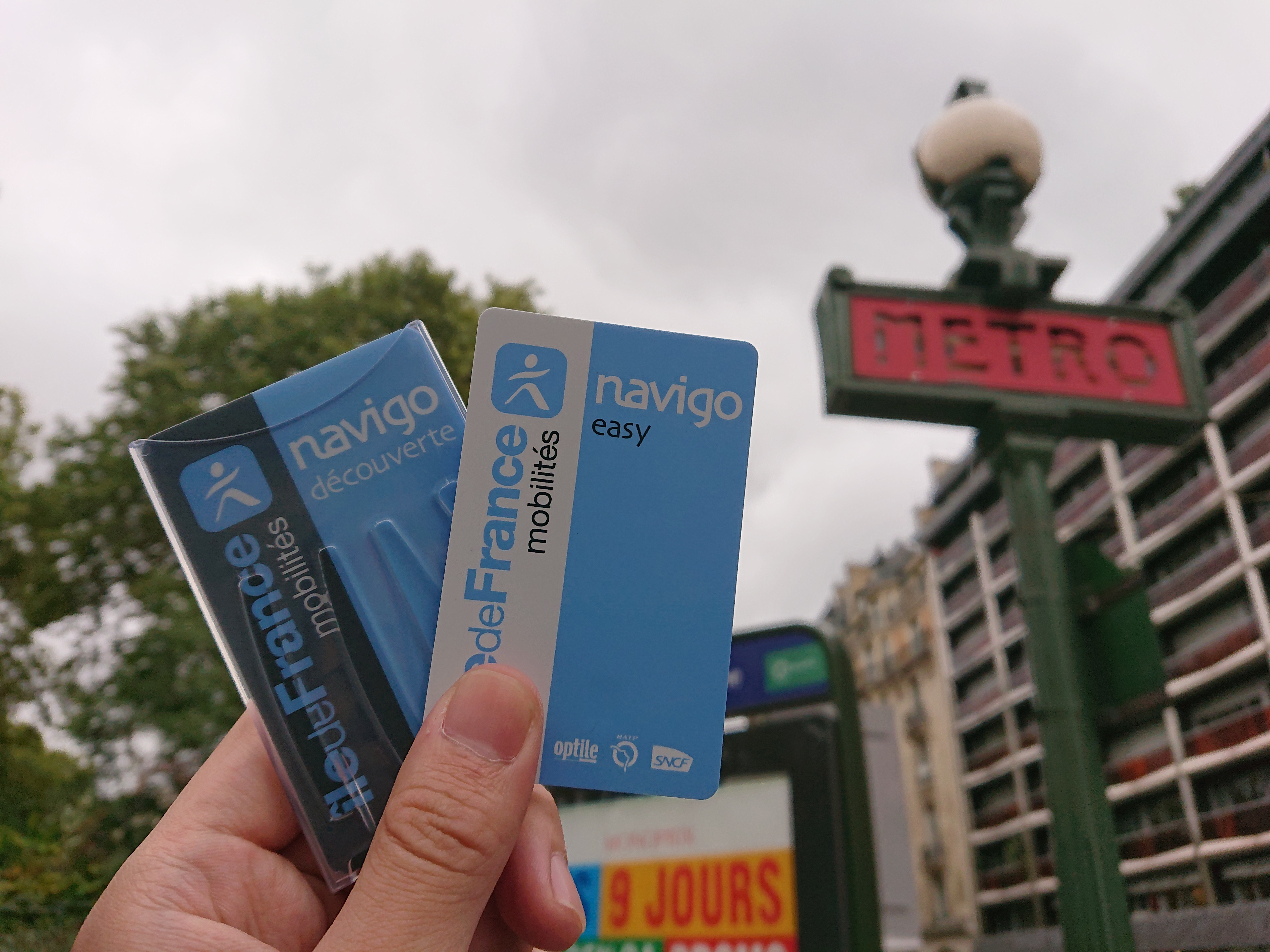
Cartes Navigo Découverte et Navigo Easy : la seconde permet de charger les tickets de façon dématérialisée.

Annoncés pour octobre 2019, le forfait « Navigo Liberté+ » et la carte Navigo Easy s'adressent aux utilisateurs du ticket t+, qu'ils doivent à terme remplacer. Le forfait Liberté+ permet de bénéficier dès le premier voyage du tarif en carnet (soit 1,73 € au lieu de 2,15 € en 2024) et d'assurer la correspondance gratuite entre le métro et les transports de surface (y compris le funiculaire) en plus de celles déjà permises par le ticket t+ ; ce dernier peut aussi être acheté sur la carte Navigo Easy destinée à supplanter le ticket en carton pour les usagers occasionnels.
Depuis le 14 octobre 2021, la vente du carnet de tickets t+ est progressivement abandonnée (le ticket restera vendu à l'unité) : il disparaît à cette date dans les distributeurs de 106 gares et stations, puis en janvier 2022 dans 200 gares et stations supplémentaires et, pour finir, en mars 2022 dans les distributeurs des gares restantes et dans tous les guichets. Cette dernière échéance est toutefois reportée à septembre 2022 en raison de la pénurie de composants électroniques, les billets Navigo Easy rechargeables en étant équipés, et afin d'éviter une rupture de stock ; la suppression totale de tous les autres titres sur support cartonné n'est pas prévue avant 2025.
En parallèle, dès le premier trimestre 2022, le prix du billet origine-destination est plafonné à 5 € à l'unité et à 4 € en carnet selon les zones choisies ; ce dispositif sera étendu aux utilisateurs de Navigo Liberté+ lors de sa généralisation à l'ensemble du réseau alors prévue entre 2022 et 2023.
En avril 2022, 43,7 % des ventes de carnet se faisaient encore au format papier.
À partir du 17 octobre 2022, il devient possible d'utiliser n'importe quel smartphone sous Android en version 8 au minimum en guise de carte Navigo, à condition de télécharger l'application complémentaire Mes tickets Navigo qui est un add-on à l'application Île-de-France Mobilités. La plupart des tickets et forfaits sont ainsi dématérialisables, sauf les forfaits annuels et Imagine'R car Île-de-France Mobilités a « fait le choix de privilégier les titres de transport qui nécessitent d'être achetés ou rechargés fréquemment » ; le système ne permet pas de choisir d'utiliser au choix la carte ou le smartphone, l'usager ne peut utiliser qu'un seul des deux supports. Le système sera étendu aux iPhone en 2023.
Depuis son inauguration le 24 juin 2023, la ligne 10 du tramway d'Île-de-France est devenue la première ligne francilienne ne possédant aucun valideur pour les tickets en format papier, seules les cartes Navigo et la validation par téléphone sont possibles.
Le 21 septembre 2023, le carnet de tickets t+ en format papier disparaît définitivement, le ticket unitaire disparaissant, quant à lui, le 1er janvier 2025.

### 2025: refonte tarifaire et fin du ticket t+
Le 2 janvier 2025, une « révolution » de la tarification francilienne entrainera la fin des tickets t+ et origine-destination tels qu'ils existent : un trajet en bus ou en tramway (y compris les lignes T4 et T11 à T13) coûtera 2 € tandis qu'un trajet en métro, RER ou Transilien coûtera 2,50 € dans toute la région. En parallèle, le forfait Navigo Liberté+ — dont Île-de-France mobilités veut inciter les voyageurs à en privilégier l'usage — sera étendu à toute la région, avec des trajets coûtant moins cher qu'avec un titre classique : 1,60 € dans le bus ou le tram et 1,99 € dans le métro, le RER ou le Transilien. Seules exceptions, les trajets vers les aéroports (Orlybus, Roissybus, RER B pour Roissy et ligne 14 pour Orly) conserveront un tarif spécial mais désormais unique à 13 €.
La nouvelle offre tarifaire étant disponible uniquement sur cartes Navigo ou sur téléphone portable (Navigo dématérialisé ou ticket SMS), les tickets t+ subsistent uniquement sur support cartonné au 1er janvier 2025 et restent valables jusqu'au 31 décembre 2025,, cette date marquera la fin des tickets en carton du métro parisien qui auront été utilisés durant 125 ans, 5 mois, une semaine et 5 jours (45 821 jours).
La tarification « longue distance » disparaît également à cette occasion.
Sa vente reste maintenue au 1er janvier 2025 dans les quelques stations et gares qui ne sont pas encore équipées pour la vente de la carte Navigo Easy.

## Cas particuliers

### Lignes où le ticket t+ n'est pas accepté
Le ticket t+ n'est pas accepté sur certaines lignes, notamment celles où le billet origine-destination est nécessaire : les lignes RER et Transilien en dehors de Paris, les lignes T11, T12 et T13 du tramway donc, mais aussi celles, à tarification spécifique, desservant les aéroports (lignes OrlyBus et RoissyBus ainsi que la navette Orlyval).

### Cas des lignes au tarif «longue distance»
Les bus du réseau Noctilien sont accessibles avec le ticket t+ selon une tarification spécifique « longue distance » en fonction de la ligne empruntée : il faut valider un ticket t+ pour les lignes à deux chiffres, ainsi que pour la ligne N135, et deux tickets t+ pour toutes les autres lignes ; ce principe s'applique aussi aux lignes Express A14. En cas de correspondance entre deux lignes Noctilien, un nouveau ticket t+ doit être validé dans le second bus (ou deux tickets t+, si la ligne est au tarif « longue distance »).

### Ticket sans correspondance
Contrairement à ses prédécesseurs, le ticket t+ n'est pas vendu à bord des bus. Il est cependant possible d'acheter à la place, au prix de 2,50 euros un ticket de dépannage, nommé « ticket d'accès à bord », ou son équivalent par SMS, le « ticket d'accès à bord par SMS ». Celui-ci est valable pour un seul trajet, uniquement dans le bus dans lequel il a été acheté, et ne permet aucune correspondance. Il doit être validé aussitôt après son achat.

## Évolution des prix des trajets

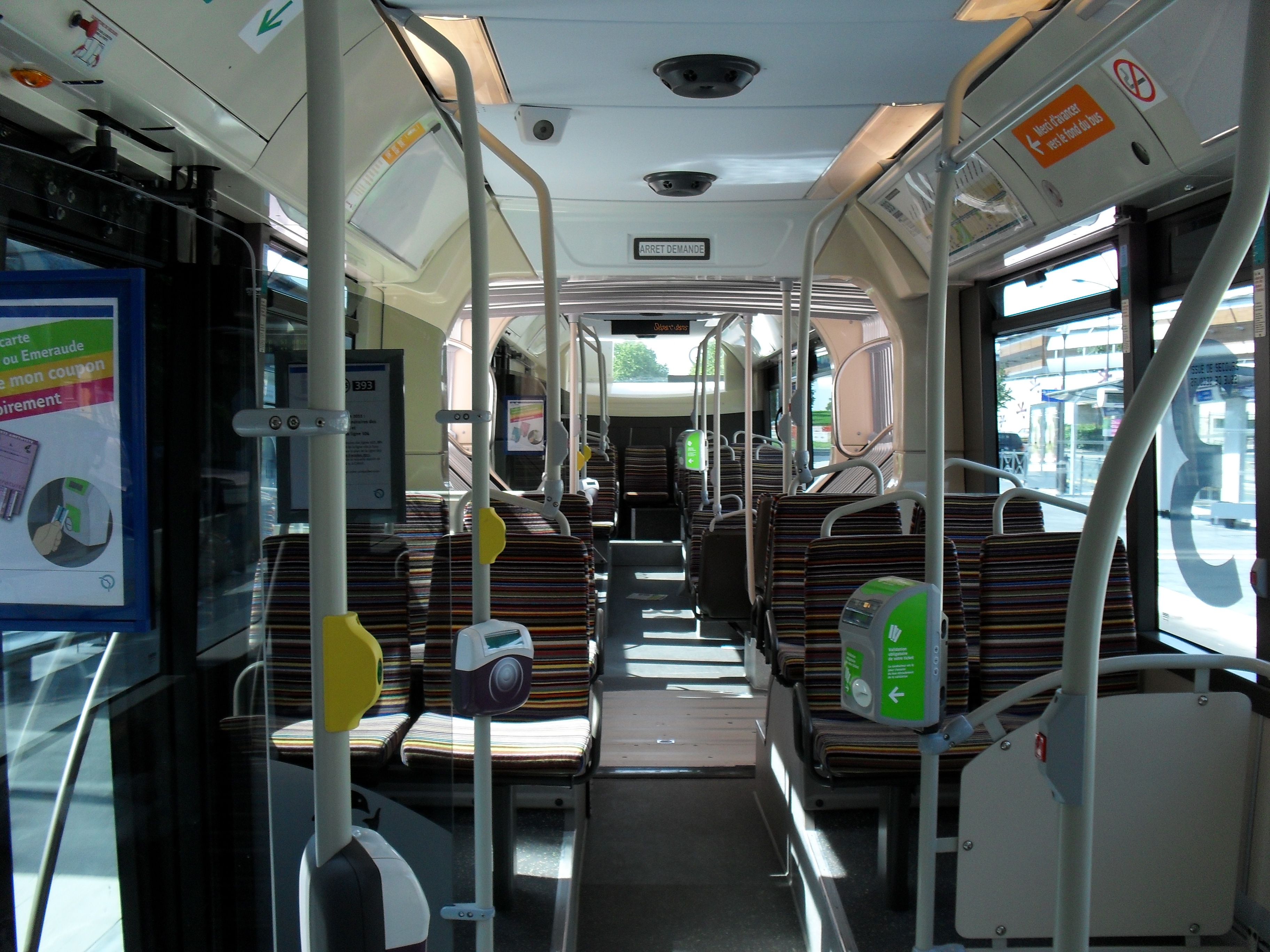
Valideur de tickets (à droite) dans un bus RATP. Le valideur de gauche est destiné aux cartes Navigo.

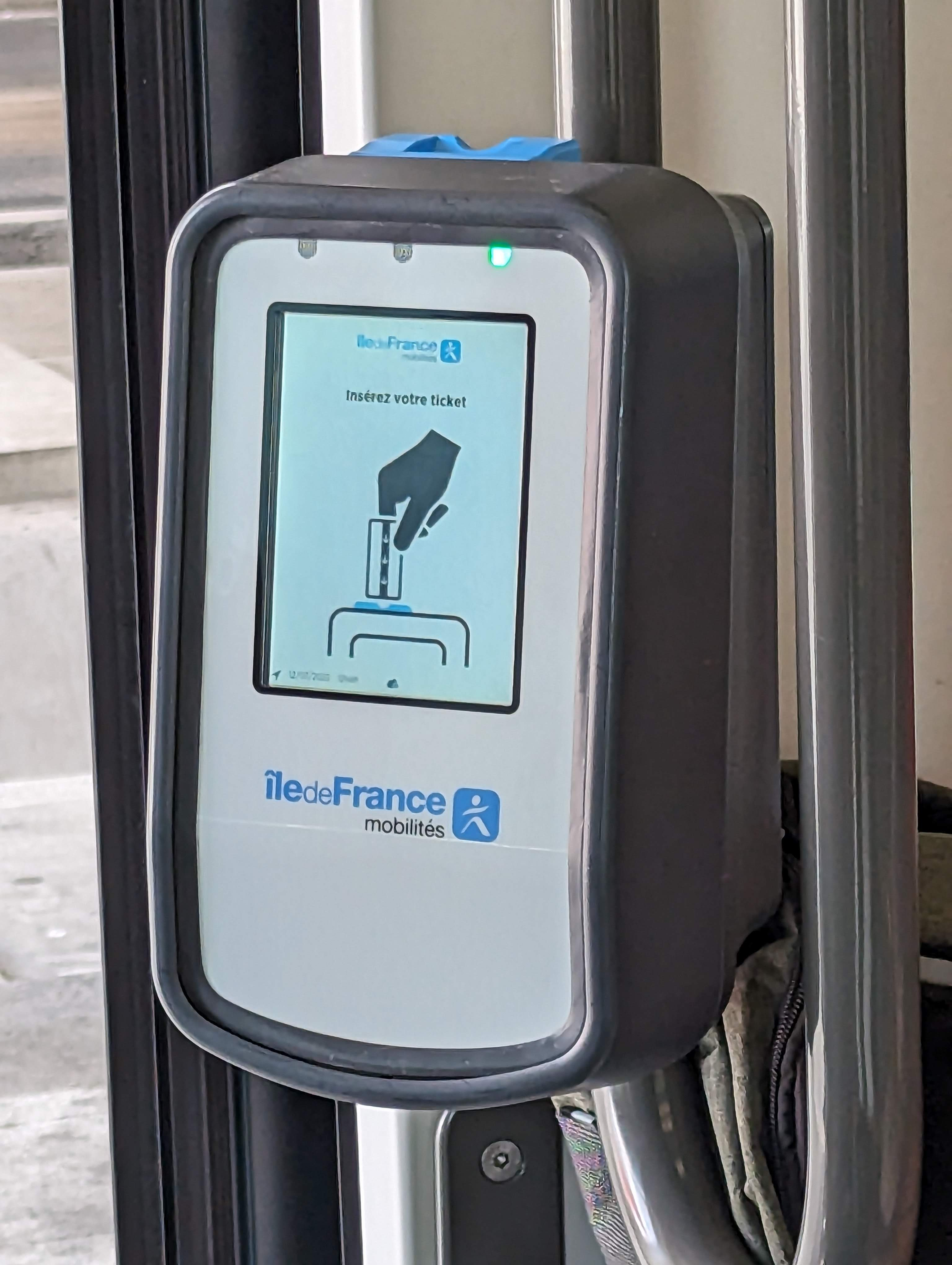
Valideur de tickets progressivement déployé sur les lignes franciliennes en 2023.

Le prix d'un trajet dépend de deux composantes : le prix du billet lui-même, mais également du trajet qu'il permet d'effectuer.
La première composante, le prix du billet, augmente chaque année. Ainsi, le carnet de 10 billets plein tarif, coûtait (les pourcentages indiquent la variation par rapport à l'année précédente) : 
- 9,30 € au 1er juillet 2001[35] ;
- 9,60 € au 1er juillet 2002[36] (+ 3,2 %) ;
- 10,00 € au 1er août 2003[37] (+ 4,2 %) Passage au ticket t ;
- 10,50 € au 1er juillet 2004[38] (+ 5 %) ;
- 10,70 € au 1er juillet 2005[39] (+ 1,9 %) ;
- 10,90 € au 1er juillet 2006[40] (+ 1,9 %) ;
- 11,10 € au 1er juillet 2007[41] (+ 1,8 %) Passage au ticket t+ ;
- 11,40 € au 1er juillet 2008[42],[43] (+ 2,7 %) ;
- 11,60 € au 1er juillet 2009[44] (+ 1,75 %) ;
- 12,00 € au 1er juillet 2010[45] (+ 3,45 %) ;
- 12,50 € au 1er juillet 2011[46] (+ 4,17 %) ;
- 12,70 € au 1er janvier 2012[47] (+ 1,6 %) ;
- 13,30 € au 1er janvier 2013[48] (+ 4,7 %) ;
- 13,70 € au 1er janvier 2014[49] (+ 3 %).
- 14,10 € au 1er janvier 2015[50] (+ 2,9 %).
- 14,50 € au 1er août 2016[51] (+ 2,8 %).
- 14,90 € au 1er août 2017[52] (+ 2,8 %).
- 14,90 € (+ 0 %) en dématérialisé / 16,90 € en carton au 1er novembre 2019[53] (+ 13,4 %). Lancement de la carte Navigo Easy et dématérialisation.
- 16,90 € (+ 13,4 %) en dématérialisé / 19,10 € (+ 13,0 %) en carton au 1er janvier 2023[1]

Soixante-dix pour cent des tickets t+ sont vendus en carnet de 10 titres de transport, avec une réduction tarifaire : au 1er novembre 2019, le ticket à l'unité coûte 1,90 € alors que le carnet de 10 tickets est vendu au prix de 16,90 €.
La seconde composante a aussi évolué du fait de différentes réformes du système tarifaire. Globalement, ces réformes, sans conséquences en ce qui concerne le métro, ont rendu les voyages en bus ou tramway moins onéreux :
- Avant 1999, les lignes étaient « sectionnées ». Un long trajet nécessitait alors plusieurs billets[54]. Par exemple, il fallait trois tickets pour effectuer le trajet entre la basilique de Saint-Denis et la préfecture de Bobigny avec le tramway de la ligne T1.
- En 1999, face à ces prix jugés dissuasifs, le STIF abandonne le système de « sectionnement » des lignes, sauf pour quelques lignes.
- En 2007, la création du ticket t+ rend moins onéreux un trajet effectué en bus avec une correspondance, ce qui est souvent le cas en banlieue.
- À compter du 1er janvier 2009, la liste des lignes à tarification spéciale où s'appliquent des paliers tarifaires (système de « sectionnement ») est réduite à 15 lignes (au lieu de 29)[55],[56].
- En novembre 2019, le prix du carnet cartonné connaît une très forte hausse de 2 € portant son prix à 16,90 € afin d'inciter les usagers du métro à utiliser la carte Navigo Easy[53], qui est proposée à 2 € comme frais de support mais permet encore d'acheter un carnet à 14,90 € pour 10 voyages, et préparer à l'arrêt des ventes de tickets en carton.

## Fabrication des tickets
Magnétiques depuis 1969, les billets sont fabriqués depuis plus d'un siècle en Sologne, où sont confectionnés également les titres de transports sans contact. La production pour 2016 avoisine le milliard de tickets.